# Адамс (окръг, Айдахо)
Вижте пояснителната страница за други значения на Адамс.
Окръг Адамс (на английски: Adams County) е окръг в щата Айдахо, Съединени американски щати. Площ 3548 km² (1,64% от площта на щата, 22-ро място по големина). Население – 4147 души (2017), 1,17 души/km². Административен център град Каунсъл.
Окръгът е разположен в западната част на щата. На запад граничи с щата Орегон, а на север, изток, юг и югозапад съответно с окръзите Айдахо, Вали, Джем и Уошингтън. Релефът е планински, като заема част от Скалистите планини. Максимална височина връх Кансъл 8126 фута (2476 m), в хребета Уест, заемащ югоизточната част на окръга. На запад, по границата с Орегон в дълбока долина от юг на север протича част от долното течение на река Снейк (ляв приток на Колумбия), а в средната му част, от север на юг – десният ѝ приток река Уизер.
Най-голям град в окръга е административният център Каунсъл 839 души (2010 г.), а втори по големина е град Ню Мийдоус 496 души (2010 г.).
От юг на север, през двете най-големи силища на окръга, на протежение от 74 мили (119,1 km) преминава участък от трасето на Междущатско шосе .
Окръгът е образуван на 3 март 1911 г. и е наименуван в чест на втория американски президент Джон Адамс.